# Aeroporto di Čeboksary
L'Aeroporto di Čeboksary è un aeroporto situato a 7 km da Čeboksary, la capitale della Repubblica Ciuvascia, in Russia.

## Dati tecnici
L'aeroporto dispone di una pista attiva asfaltata di classe B di 2,512 m х 49 m.

L'aeroporto è certificato per la manutenzione, l'atterraggio/decollo dei seguenti tipi degli aerei: Ilyushin Il-76, Tupolev Tu-154, Boeing 737-200/-300/-400/-500/-600/-700, Ilyushin Il-18, Antonov An-12, Yakovlev Yak-42, Canadian Regional Jet CRJ-100/-200, ATR-72, Antonov An-24, Yakovlev Yak-40, ATR-42, Embraer 120 e di tutti i tipi degli elicotteri.

L'aeroporto è aperto 24 ore al giorno.

## Collegamenti con Čeboksary
Il Terminal aeroportuale è facilmente raggiungibile dal centro di città con le linee di filobus no.2, 9, 15, con le linee dei bus del trasporto municipale no.9, 15 "espresso" e con le linee-navette no.40 e 50.